# 콰이어트 맨
《콰이어트 맨》(영어: He Was a Quiet Man)은 미국에서 제작된 프랭크 A. 커펠로 감독의 2007년 블랙 코미디 영화이다. 크리스천 슬레이터 등이 출연하였고, 마이클 레이히 등이 제작에 참여하였다.

## 줄거리
밥 마코넬은 동료들을 살해하는 환상을 꾸는 보잘것없는 사무직 노동자이다. 어느 유난히 나쁜 날, 밥은 살인 충동에 사로잡혀 날뛰려던 순간, 그의 동료 랄프 콜먼이 먼저 나서서 사무실에서 총격을 가해 여러 사람을 죽인다. 밥은 다른 사람들에게 사용하려고 했던 총으로 콜먼을 쏴 죽인다. 그는 한 번도 감히 말을 걸어본 적 없는 예쁜 임원 버네사가 바닥에 부상당한 채 쓰러져 있는 것을 발견하고 그녀의 목숨을 구한다. 한때 아무도 알아보지 못하던 무명인은 갑자기 대중의 주목을 받게 되고, 자신이 죽이고 싶었던 사람들에게 영웅으로 여겨진다. 그의 상사 진 셸비는 밥을 "창의적 사고 부사장"으로 승진시키고 고위 경영진의 모든 특혜를 준다. 한편, 그는 이제 사지마비가 된 버네사를 찾아간다. 처음에는 그녀가 자신을 죽게 두지 않았다며 저주하지만, 이내 자신을 고통에서 벗어나게 해달라고 부탁한다.
버네사는 밥에게 다가오는 기차 앞에 지하철 승강장에서 자신을 굴려 떨어뜨리라고 부탁한다. 밥은 망설이다가 "콜먼이 시작한 일을 내가 끝내야 할까?"라고 종이에 휘갈겨 쓰는데, 이 종이를 실수로 다른 서류들과 함께 다른 직원에게 복사해 달라고 준다. 밥은 처음에 동의하고, 버네사와 마지막 밤을 보낸 후 그녀가 삶을 끝내도록 한다. 그러나 결정적인 순간, 그는 그녀와 사랑에 빠졌기 때문에 그녀의 휠체어를 놓아줄 수 없었다. 그들은 버네사가 새끼손가락을 움직일 수 있다는 것을 발견하고, 그녀가 회복될 수 있다는 희망을 얻으며 로맨틱한 관계가 된다. 그러나 밥은 여전히 과거의 악마에 갇혀 있고, 버네사가 회복되는 즉시 자신을 떠날까 봐 두려워한다. 특히 버네사와 셸비가 한때 연인이었다는 것을 알게 되자 더욱 불안해한다.
회사 정신과 의사 모리스 그레고리는 밥이 콜먼에 대한 쪽지를 썼다는 것을 알고 있으며, 밥이 단지 경영진이 그를 감시하기 위해 승진되었다는 것을 밝힌다. 밥은 격분하여 동료 두 명과 싸움을 벌이고 뛰쳐나간다. 그는 집으로 돌아와 셸비가 선물과 함께 버네사를 방문하고 있는 것을 발견하고 밥의 질투심은 더욱 불타오른다. 셸비가 떠나자 밥은 두 사람이 무엇을 하고 있었는지 캐묻고, 버네사는 셸비가 밥의 행동을 걱정하여 자신을 확인하러 들렀다고 대답한다. 그러나 밥은 셸비의 선물을 열어 셸비와 버네사가 함께 찍은 사진들을 발견한다. 밥은 정신적인 붕괴를 겪고 총을 가지고 다시 사무실로 돌아간다.
마침내, 밥은 초기 총격 직전부터 모든 사건을 환각으로 겪었음이 드러난다. 이번에는 그는 콜먼과 같은 위치에 있지만, 동료들을 죽이는 대신 버네사 앞에서 자신을 쏜다. 마지막 장면은 경찰이 그의 집을 수색하여 "내가 왜 이런 짓을 했는지 물을 수도 있겠지만... 당신은 나에게 어떤 선택권을 주었습니까? 어떻게 해야 당신의 관심을 끌 수 있었을까요?"라고 쓰인 쪽지를 발견하는 것을 보여준다. 뉴스에서 기자들은 그의 이웃들을 인터뷰하며 "그는 조용한 남자였다"고 말한다.

## 출연진
- 크리스천 슬레이터
- 얼리샤 커스버트
- 윌리엄 H. 메이시
- 사샤 노프
- 데이비드 웰스
- 제이미슨 존스
- 마이클 덜루이즈
- 안주 로슨
- 존 굴러거
- 프랭키 루 손
- 랜돌프 맨투스
- 그레그 베이커
- 슈얼 휘트니
- K. C. 램지

## 기타 제작진
- 라인 제작: 테리사 제일스
- 공동 제작: 프랭크 A. 커펠로
- 배역: 제이슨 먼디, 돈 필립스
- 미술: 에르만노 디페보오르시니
- 세트: 마리나 스타르제치
- 의상: 세라 트로스트